# Pfarrkirche Jabing

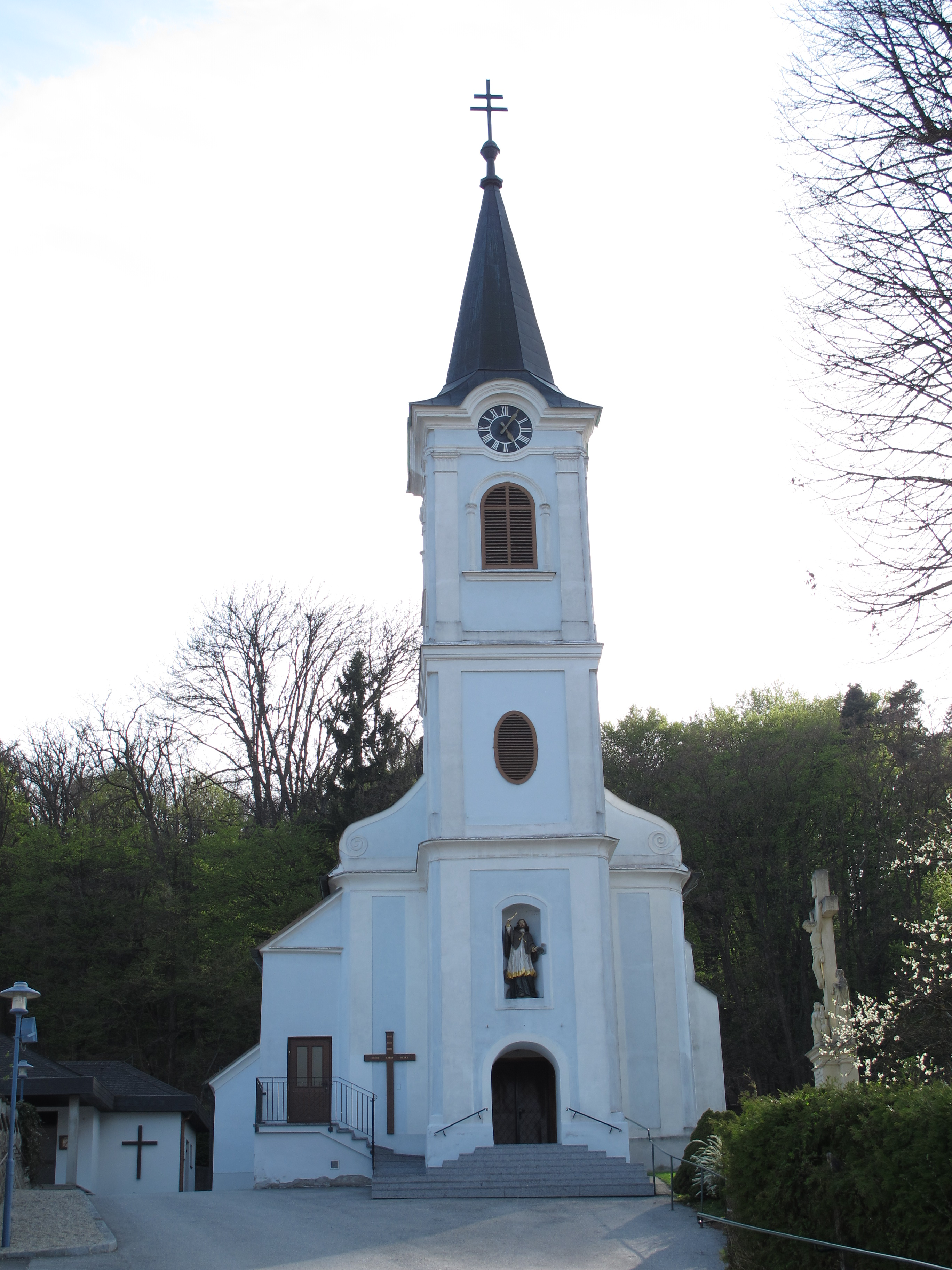
Kath. Pfarrkirche hl. Anna in Jabing

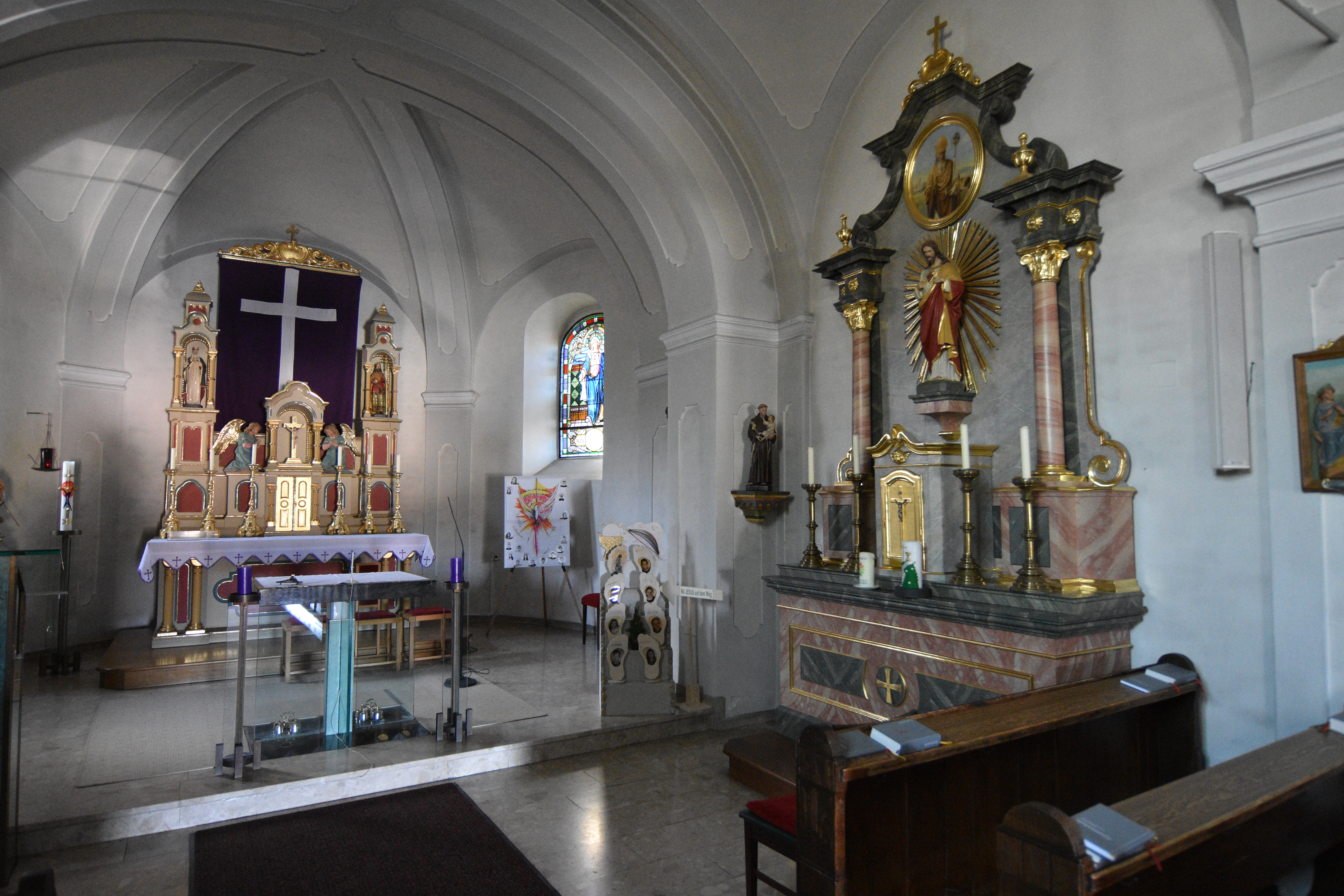
Der Altarraum

Die römisch-katholische Pfarrkirche Jabing steht am Hang westlich der Gemeinde Jabing im Bezirk Oberwart im Burgenland. Sie ist der heiligen Anna geweiht und gehört zum Dekanat Rechnitz in der Diözese Eisenstadt. Das Bauwerk steht unter Denkmalschutz.

## Geschichte
Die Kirche wurde 1788 erbaut und 1820 erweitert. 1836 wurde der Kirchenraum neu gewölbt. Restaurierungen erfolgten in den Jahren 1846, 1922 und 1974.

## Kirchenbau
Kirchenäußeres
Die Kirche ist eine klassizistische einschiffige Kirche mit halbrunder Apsis. Der vorgelagerte Ostturm mit Spitzhelm ist dreigeschoßig. Am Ostjoch ist ein Strebepfeilerpaar. Über dem Turmportal ist eine Nische mit einer Steinfigur des heiligen Johannes Nepomuk.
Kircheninneres
Das Kirchenschiff besteht aus vier Jochen, die platzlgewölbt sind. Dazwischen sind Gurtbögen, die auf flachen Pilastern ruhen. Die Kirche ist im Inneren zart mit Stuck dekoriert. Die Empore wurde aus Holz errichtet. Der Triumphbogen, der das Kirchenschiff vom Chor trennt, ist rundbogig. Über der Apsis ist Schalengewölbe mit Stichkappen.

## Ausstattung
Der neoromanische Hochaltar stammt wahrscheinlich aus der Hand von Johann Rath aus dem Jahr 1856. Das Altarbild aus der Zeit um 1800 zeigt die heilige Anna und stammt von einem Maler aus Wien. Der Seitenaltar hat ein Altarbild, das den heiligen Patrick zeigt; der Altar entstand um 1790. Die Kanzel wird um 1820 erstmals urkundlich erwähnt. Am Korb sind Brustbilder der vier Evangelisten. Die Orgel aus 1894 stammt von Anton Tausz.